# Ludmila Švédová
Ludmila Švédová (Šumperk, Checoslovaquia, 13 de noviembre de 1936) fue una gimnasta artística checoslovaca, que ganó una medalla de plata en el concurso por equipos en las Olimpiadas de Roma 1960.
En las Olimpiadas de Roma 1960 ayudó a su equipo a lograr la medalla de plata, quedando situadas en el podio tras las soviéticas y delante de las rumanas, y sus compañeras fueron las gimnastas: Eva Bosáková, Věra Čáslavská, Matylda Matoušková, Hana Růžičková y Adolfína Tkačíková.